# Pihem
Pihem település Franciaországban, Pas-de-Calais megyében. Lakosainak száma 928 fő (2022. január 1.). Pihem Helfaut, Cléty, Hallines, Remilly-Wirquin és Bellinghem községekkel határos.

## Népesség
A település népességének változása:
| Lakosok száma | 985  | 964  | 982  | 948  | 948  | 947  | 947  | 942  | 928  |
|               | 2013 | 2015 | 2016 | 2017 | 2018 | 2019 | 2020 | 2021 | 2022 |